# ナガサキピースミュージアム
ナガサキピースミュージアムは、長崎県長崎市の常盤地区にある、平和祈念のための博物館。特定非営利活動法人「ナガサキピーススフィア貝の火運動」が運営している。名誉館長は画家の原田泰治で、会長は歌手のさだまさしが務めている。
同地出身のシンガーソングライター・さだまさしは、1987年から8月6日の広島の原爆忌に「長崎から広島に向かって歌う」平和祈念コンサート『夏・長崎から』（2006年終了）を行っていたが、年1回のコンサートだけではなく、具体的に「平和の玄関口」になる場所があれば良いと考え、1995年から全国のコンサート会場でミュージアム落成の為の募金活動を開始。長崎県より無償貸与された松が枝埠頭の一角の県有地に2003年4月19日に開館。設計は古市徹雄。
入館料は無料。

## モニュメント
募金活動開始当初は「ピース・スフィア（平和な球体）」と銘打った、巨大な世界地図に紛争地域を赤い光で示すモニュメントを建設する構想だった。しかし、紆余曲折を経て、募金でミュージアムを設置することになる。
ミュージアムには、屋外に、福田繁雄が制作を手がけた、五線に音符のモニュメントがある。タイトルは「宙（そら）へ」。さだが「何故、「五線に音符」がモチーフなのですか?」と尋ねると、福田は「平和じゃ無くなる時、真っ先に奪われるのは音楽だからだよ」と答えたという。
2004年に九州地方を襲った台風の風により、高さが10メートル弱という高さのため、一度曲がってしまったが、現在は修復され、固定されている。

## 完成まで
当初はさだ及びピーススフィアの運営側はすぐに募金が集まり、2-3年で完成させられると見ていた。よって最初の頃（1995年頃）は、「募金額は1000円均一。それ以上は受け取りません」「長崎で作り終えたら、次は広島に作りたい」と、さだが宣言していたほどだった。
しかし、リピーターが多いこのコンサートの客の特質ゆえに「1000円均一」では募金額も集まることはなく、既に数多の平和モニュメントが多く作られている長崎の地元民からも「何を今更」感が強かったため評判ははかばかしくなく、さらにこの時点で10年も続けていた「夏・長崎から」に「後乗り」してくる形で始めたこの運動に、古くから「長崎から」に参加している常連客も反発することになった。さだは「長崎から」のコンセプトとして「長崎から日本中へ、長崎から世界中へ、愛を込めて歌う。それだけで十分だ」と言っていた。
1998年の「長崎から」前日に、建設予定地で建設開始イベントが行われたが、そのイベントを前後した3年目ぐらいには頓挫しかけることとなった。さらに、長崎県・長崎市も当初は支援する姿勢を見せていたが、市議選・県議選で支援を表明していた議員等が入れ替わり、もろ手をあげての支援というわけではなくなったという事情もある。
更に、ピーススフィアのボランティアも、いわゆる平和活動家よりかは、さだのファンつながりで参加してきたメンバーが圧倒的に多い「素人集団」で、初期の頃にその募金を募る方法で、暑いさなか開場待ちしている客とのトラブルを多く産み、コンサート後の打ち上げでボランティアとコンサート側のスタッフ、さらに打ち上げの場にいたさだ本人とも激しい激論が行われ、途中で初期のボランティアのメンバーが大幅に入れ替わるなど、内外でのトラブルも尽きなかった。
その後も、途中から「長崎から」のサブタイトルに「ピーススフィアコンサート」を明記したり、建築予定地は決定するものの(先出の、1998年の「長崎から」前日夕方には建築予定地でイベント以後、「建築予定」の看板が建てられたきりでなかなか進行しなかった)、なかなか「募金目標金額が集まらない」すなわち「モニュメントが完成しない」ことに業を煮やしたさだが、2001年の「長崎から」で、歌と歌の間のトークの際に募金箱をもってステージから降りるパフォーマンスを行った。狂喜した最前列付近の熱狂的ファンなどから多額の募金を得ることはできたが、同時に後ろの方で見ていた客からはブーイングが起き、しかもその状況がNHK-BSでの生中継で全国に映し出されてしまった。さだ本人は何度も「この募金は強制ではありません」といいつつも、半ば間接的に強制するようなこのパフォーマンスは、いかに同運動が募金面などを見ても支持が少なく、行き詰っている事を露呈する事になってしまった。
さすがにさだ企画側も現地でそれを見た客はもとより、NHK-BSの生中継を見ていた視聴者・ファンからそれに対しての「あれはいくらなんでもやりすぎだ」との批判や抗議が殺到した。翌年からはNHK-BSの中継時間外を見計らってそのようなパフォーマンスが行われたりと「配慮」も行った。
いずれにしろ当初の予定募金額には大きく届かなかったため、その後、募金額を「1000円均一」から「1000円以上」に切り替え、かなり大幅に遅れて2002年に起工、2003年にどうにか完成に至った。

## 開館日・開館時間
- 午前9時30分-午後5時30分